# Cascabela thevetioides
Cascabela thevetioides är en oleanderväxtart som först beskrevs av Carl Sigismund Kunth, och fick sitt nu gällande namn av H. Lippold. Cascabela thevetioides ingår i släktet Cascabela och familjen oleanderväxter. Inga underarter finns listade i Catalogue of Life.